# Boris Valábik
Boris Valábik (* 14. února 1986, Nitra) je bývalý slovenský hokejový obránce.

## Hráčská kariéra
S hokejem začínal v Nitre. Byl draftován v roce 2004 v 1. kole (celkově 10.), týmem Atlanta Thrashers prvním kole (10. celkově). Poté, co strávil tři sezóny hrál v (OHL) za tým Kitchener Rangers. V roce 2006 se připojil do týmu Atlanta Thrashers kde od sezóny 2006/07 hrál na farmě Chicago Wolves (AHL). Jeho debut v NHL byla sezóna 2007–08 když si zahrál 7 zápasů. V nové sezóně 2009/10 si vybral číslo 5. Mnozí[kdo?] věří, že si vybral toto číslo, protože absolvoval střední školu v roce 2005 a v římské číslici pět je V, což je první písmeno jeho příjmení.[zdroj?] 18. února 2011 byl společně s Richem Peverleym do týmu Boston Bruins za Blakea Wheelera a Marka Stuarta. Za Boston neodehrál žádný zápas, jelikož hrával v jejich farmě v Providence Bruins, kde dokončil sezónu. 3. července 2011 podepsal s klubem Pittsburgh Penguins jednoletou, dvoucestnou smlouvu v hodnotě 550.000 dolarů. Za sezónu 2011/12 nastoupil na led pouze do třech utkání, kvůli zranění kolene vynechal skoro celou sezónu. Po vypršení smlouvy neměl klub o Valábika zájem, 14. srpna 2012 se dohodl s českým týmem HC Kometa Brno na jednoleté smlouvě. V týmu se ale výrazněji neprosadil a k 2. lednu 2013 mu byla ukončena smlouva. Zkoušel se vrátit do zámoří, dohodl se s týmem Portland Pirates, v té době byla farmou Phoenix Coyotes (NHL). Sezonu však dohrál v Portlandu. Po neúspěšné cestě se vrátit zpět mezi elitní soutěž NHL, zvolil návrat do vlasti. V srpnu 2013 se upsal ŠHK 37 Piešťany. V 18 zápasech zaznamenal 5 bodů. Před sezónou 2014/2015 byl na zkoušce v kazašském klubu Saryarka Karaganda, kde neuspěl. Následně se dohodl na smlouvě s klubem HK Arystan Temirtau. V průběhu sezony se objevili v klubu finanční problémy, kvůli tomu se do konce sezóny upsal HK Arlan Kokšetau. V Arlan Kokšetau zůstal až do konce základní části a zúčastnil se playoff, ve kterém s klubem dokráčel až do finále, kde podlehl HK Ertis Pavlodar na série 1:4. Další zahraniční angažmá získal v anglickém mužstvu Coventry Blaze (EIHL). V sezóně 2015/16 se stal suverénně nejtrestanějším hráčem ligy s 339 trestnými minutami. Jeho poslední působiště v kariéře bylo EHC Lustenau působící v Alps Hockey League. V klubu působil do Vánoc, poté se rozhodl ukončit kariéru ve věku 30 let a začal se věnovat studiu na policejní akademii.

## Ocenění a úspěchy
- 2004 CHL – All-Rookie Tým
- 2004 CHL – Top Prospects Game
- 2006 MSJ – Nejlepší nahrávač mezi obránci
- 2016 EIHL – Nejtrestanější hráč

## Prvenství

### NHL
- Debut – 19. března 2008 (Atlanta Thrashers proti Carolina Hurricanes)
- První asistence – 10. prosince 2008 (Atlanta Thrashers proti New York Rangers)

### ČHL
- Debut – 13. září 2012 (Piráti Chomutov proti HC Kometa Brno)
- První gól – 5. října 2012 (HC Energie Karlovy Vary proti HC Kometa Brno, českému brankáři Lukáši Mensatorovi)
- První asistence – 25. listopadu 2012 (HC Kometa Brno proti Bílí Tygři Liberec)

## Klubová statistika
| Sezóna       | Klub                           | Soutěž       |     | Základní část | Základní část | Základní část | Základní část | Základní část |   | Play off | Play off | Play off | Play off | Play off |
| Sezóna       | Klub                           | Soutěž       | Z   | G             | A             | B             | TM            | Z             | G | A        | B        | TM       |          |          |
| 2002–03      | HK Ardo Nitra                  | SHL-20       | 46  | 2             | 12            | 14            | 145           | —             | — | —        | —        | —        |          |          |
| 2003–04      | Kitchener Rangers              | OHL          | 68  | 3             | 12            | 15            | 278           | 5             | 0 | 0        | 0        | 8        |          |          |
| 2004–05      | Kitchener Rangers              | OHL          | 43  | 0             | 4             | 4             | 231           | 15            | 0 | 0        | 0        | 56       |          |          |
| 2005–06      | Kitchener Rangers              | OHL          | 36  | 1             | 5             | 6             | 138           | —             | — | —        | —        | —        |          |          |
| 2006–07      | Chicago Wolves                 | AHL          | 50  | 2             | 7             | 9             | 184           | 8             | 0 | 1        | 1        | 37       |          |          |
| 2007–08      | Chicago Wolves                 | AHL          | 58  | 1             | 7             | 8             | 229           | 24            | 3 | 1        | 4        | 71       |          |          |
| 2007–08      | Atlanta Thrashers              | NHL          | 7   | 0             | 0             | 0             | 42            | —             | — | —        | —        | —        |          |          |
| 2008–09      | Chicago Wolves                 | AHL          | 11  | 1             | 2             | 3             | 21            | —             | — | —        | —        | —        |          |          |
| 2008–09      | Atlanta Thrashers              | NHL          | 50  | 0             | 5             | 5             | 132           | —             | — | —        | —        | —        |          |          |
| 2009–10      | Atlanta Thrashers              | NHL          | 23  | 0             | 2             | 2             | 36            | —             | — | —        | —        | —        |          |          |
| 2009–10      | Chicago Wolves                 | AHL          | 6   | 0             | 0             | 0             | 10            | —             | — | —        | —        | —        |          |          |
| 2010–11      | Chicago Wolves                 | AHL          | 49  | 0             | 9             | 9             | 165           | —             | — | —        | —        | —        |          |          |
| 2010–11      | Providence Bruins              | AHL          | 10  | 0             | 2             | 2             | 24            | —             | — | —        | —        | —        |          |          |
| 2011–12      | Wilkes-Barre/Scranton Penguins | AHL          | 3   | 0             | 0             | 0             | 7             | —             | — | —        | —        | —        |          |          |
| 2012–13      | HC Kometa Brno                 | ČHL          | 29  | 1             | 2             | 3             | 106           | —             | — | —        | —        | —        |          |          |
| 2012–13      | Portland Pirates               | AHL          | 24  | 2             | 4             | 6             | 92            | 1             | 0 | 0        | 0        | 17       |          |          |
| 2013–14      | ŠHK 37 Piešťany                | SHL          | 18  | 1             | 4             | 5             | 50            | —             | — | —        | —        | —        |          |          |
| 2014–15      | HK Arystan Temirtau            | ČKchš        | 10  | 1             | 1             | 2             | 18            | —             | — | —        | —        | —        |          |          |
| 2014–15      | HK Arlan Kokšetau              | ČKchš        | 25  | 3             | 16            | 19            | 102           | 8             | 0 | 1        | 1        | 36       |          |          |
| 2015–16      | Coventry Blaze                 | EIHL         | 42  | 1             | 7             | 8             | 339           | 4             | 0 | 0        | 0        | 10       |          |          |
| 2016–17      | EHC Lustenau                   | AlpsHL       | 20  | 1             | 3             | 4             | 54            | —             | — | —        | —        | —        |          |          |
| Celkem v AHL | Celkem v AHL                   | Celkem v AHL | 211 | 6             | 31            | 37            | 732           | 33            | 3 | 2        | 5        | 125      |          |          |
| Celkem v NHL | Celkem v NHL                   | Celkem v NHL | 80  | 0             | 7             | 7             | 210           | —             | — | —        | —        | —        |          |          |

## Reprezentace
| Rok                       | Tým                       | Soutěž                    | Z  | G | A | B  | TM  |
| ------------------------- | ------------------------- | ------------------------- | -- | - | - | -- | --- |
| 2003                      | Slovensko 18              | MS-18                     | 7  | 1 | 0 | 1  | 34  |
| 2004                      | Slovensko 18              | MS-18                     | 6  | 0 | 3 | 3  | 26  |
| 2005                      | Slovensko 20              | MSJ                       | 6  | 0 | 1 | 1  | 20  |
| 2006                      | Slovensko 20              | MSJ                       | 6  | 1 | 5 | 6  | 32  |
| 2009                      | Slovensko                 | MS                        | 6  | 0 | 0 | 0  | 16  |
| Juniorská kariéra celkově | Juniorská kariéra celkově | Juniorská kariéra celkově | 25 | 2 | 9 | 11 | 112 |
| Seniorská kariéra celkově | Seniorská kariéra celkově | Seniorská kariéra celkově | 6  | 0 | 0 | 0  | 16  |